# Norges Handelshøyskole
De Norges Handelshøyskole (NHH) of Norwegian School of Economics and Business Administration is een gespecialiseerde universiteit voor onderwijs en onderzoek in economie en bedrijfskunde. De NHH is gevestigd in de Noorse stad Bergen en werd opgericht in 1936.
De NHH is een van de 17 scholen aangesloten bij het Community of European Management Schools (CEMS).
Norges Handelshøyskole is lid van:
- CEMS – Community of European Managements Schools
- PIM – Partnership in International Management

## Programma's
- Master of Science in International Business
- Master of Science in Energy, Natural Resources and the Environment
- Master of Science in International Management - CEMS

## Bekende studenten en docenten
- Finn E. Kydland, winnaar Nobelprijs voor economie, 2004
- Jo Nesbø, musicus en schrijver
- Siv Jensen, partijleider en minister van financiën